# Parisina Malatesta
Parisina Malatesta, född 1404, död 1425, var markisinna av Ferrara 1418–1425 som gift med Niccolò III d'Este. 
Hon blev avrättad av sin make för äktenskapsbrott med sin styvson Ugo d'Este, som även han avrättades.